# Politiek in Gelderland

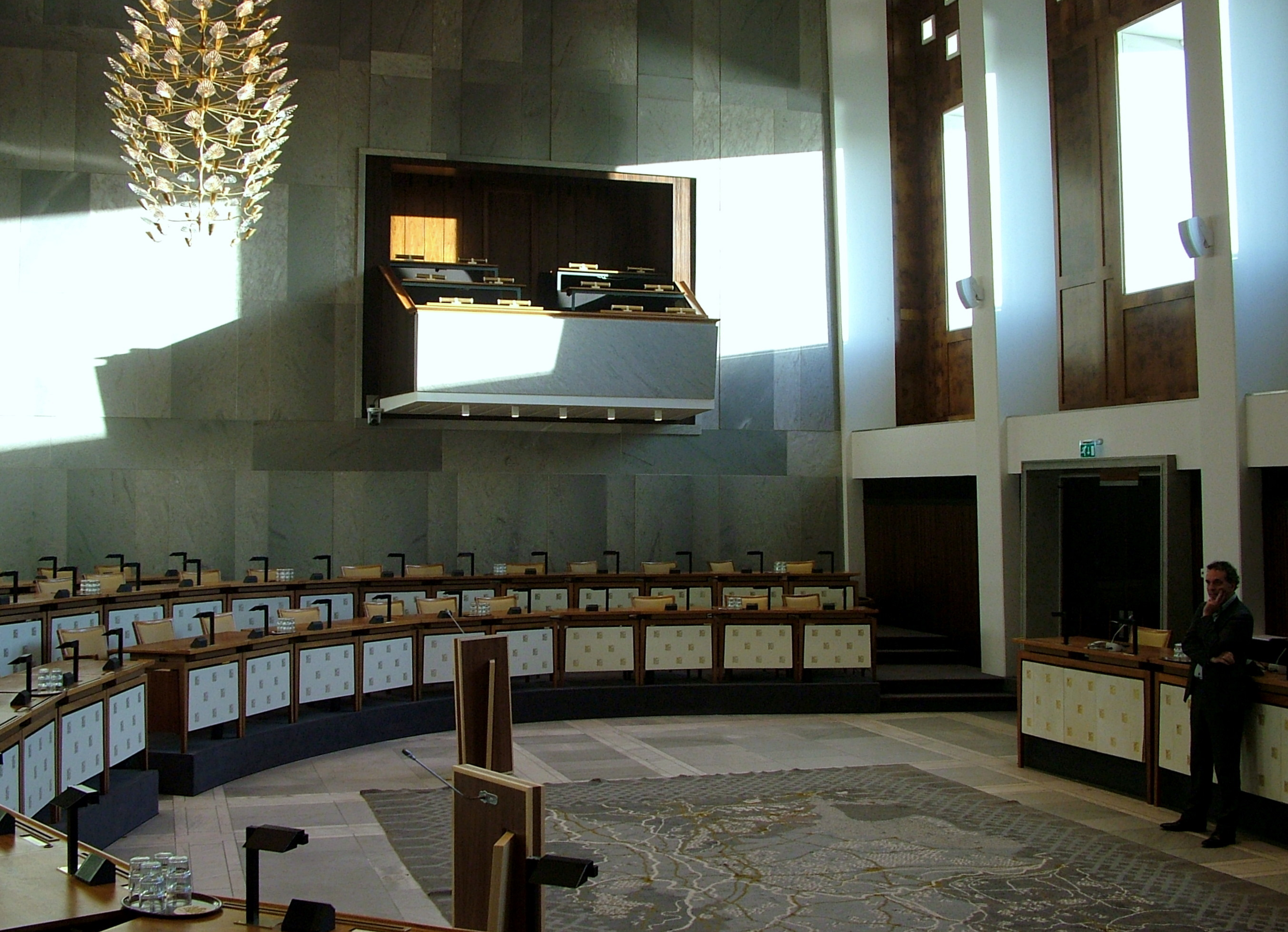
Vergaderzaal van het provinciehuis

De provincie Gelderland wordt bestuurd vanuit het provinciehuis in de hoofdstad Arnhem.

## Provinciale Staten
| Uitslagen van de verkiezingen voor Provinciale Staten vanaf 2007 | Uitslagen van de verkiezingen voor Provinciale Staten vanaf 2007 | Uitslagen van de verkiezingen voor Provinciale Staten vanaf 2007 | Uitslagen van de verkiezingen voor Provinciale Staten vanaf 2007 | Uitslagen van de verkiezingen voor Provinciale Staten vanaf 2007 | Uitslagen van de verkiezingen voor Provinciale Staten vanaf 2007 | Uitslagen van de verkiezingen voor Provinciale Staten vanaf 2007 | Uitslagen van de verkiezingen voor Provinciale Staten vanaf 2007 | Uitslagen van de verkiezingen voor Provinciale Staten vanaf 2007 | Uitslagen van de verkiezingen voor Provinciale Staten vanaf 2007 | Uitslagen van de verkiezingen voor Provinciale Staten vanaf 2007 | Uitslagen van de verkiezingen voor Provinciale Staten vanaf 2007 | Uitslagen van de verkiezingen voor Provinciale Staten vanaf 2007 |
| Partij                                                           | Partij                                                           | 2007                                                             | 2007                                                             | 2011                                                             | 2011                                                             | 2015                                                             | 2015                                                             | 2019                                                             | 2019                                                             | 2023                                                             | 2023                                                             |                                                                  |
| Partij                                                           | Partij                                                           | %                                                                | Zetels                                                           | %                                                                | Zetels                                                           | %                                                                | Zetels                                                           | %                                                                | Zetels                                                           | %                                                                | Zetels                                                           |                                                                  |
| ---------------------------------------------------------------- | ---------------------------------------------------------------- | ---------------------------------------------------------------- | ---------------------------------------------------------------- | ---------------------------------------------------------------- | ---------------------------------------------------------------- | ---------------------------------------------------------------- | ---------------------------------------------------------------- | ---------------------------------------------------------------- | ---------------------------------------------------------------- | ---------------------------------------------------------------- | ---------------------------------------------------------------- | ---------------------------------------------------------------- |
|                                                                  | BoerBurgerBeweging                                               | -                                                                | -                                                                | -                                                                | -                                                                | -                                                                | -                                                                | -                                                                | -                                                                | 23,59                                                            | 14                                                               |                                                                  |
|                                                                  | Volkspartij voor Vrijheid en Democratie                          | 16,63                                                            | 9                                                                | 19,15                                                            | 11                                                               | 15,79                                                            | 9                                                                | 13,96                                                            | 8                                                                | 9,98                                                             | 6                                                                |                                                                  |
|                                                                  | Partij van de Arbeid                                             | 17,13                                                            | 10                                                               | 16,58                                                            | 9                                                                | 9,04                                                             | 6                                                                | 8,33                                                             | 5                                                                | 8,92                                                             | 5                                                                |                                                                  |
|                                                                  | GroenLinks                                                       | 5,85                                                             | 3                                                                | 6,21                                                             | 4                                                                | 5,71                                                             | 3                                                                | 10,83                                                            | 6                                                                | 8,13                                                             | 5                                                                |                                                                  |
|                                                                  | Christen-Democratisch Appèl                                      | 26,85                                                            | 15                                                               | 16,18                                                            | 9                                                                | 15,00                                                            | 9                                                                | 11,58                                                            | 7                                                                | 7,01                                                             | 4                                                                |                                                                  |
|                                                                  | ChristenUnie                                                     | 8,10                                                             | 4                                                                | 4,86                                                             | 3                                                                | 6,12                                                             | 4                                                                | 6,78                                                             | 4                                                                | 5,53                                                             | 3                                                                |                                                                  |
|                                                                  | Democraten 66                                                    | 2,32                                                             | 1                                                                | 8,06                                                             | 4                                                                | 12,62                                                            | 7                                                                | 7,20                                                             | 4                                                                | 5,30                                                             | 3                                                                |                                                                  |
|                                                                  | Staatkundig Gereformeerde Partij                                 | 4,90                                                             | 3                                                                | 4,55                                                             | 2                                                                | 5,98                                                             | 3                                                                | 5,25                                                             | 3                                                                | 5,06                                                             | 3                                                                |                                                                  |
|                                                                  | Partij voor de Dieren                                            | 2,15                                                             | 1                                                                | 1,82                                                             | 1                                                                | 3,34                                                             | 2                                                                | 4,46                                                             | 2                                                                | 4,49                                                             | 2                                                                |                                                                  |
|                                                                  | Partij voor de Vrijheid                                          | -                                                                | -                                                                | 10,37                                                            | 6                                                                | 9,72                                                             | 5                                                                | 6,06                                                             | 3                                                                | 4,11                                                             | 2                                                                |                                                                  |
|                                                                  | Volt Nederland                                                   | -                                                                | -                                                                | -                                                                | -                                                                | -                                                                | -                                                                | -                                                                | -                                                                | 3,70                                                             | 2                                                                |                                                                  |
|                                                                  | JA21                                                             | -                                                                | -                                                                | -                                                                | -                                                                | -                                                                | -                                                                | -                                                                | -                                                                | 3,51                                                             | 2                                                                |                                                                  |
|                                                                  | Socialistische Partij                                            | 13,78                                                            | 7                                                                | 9,75                                                             | 5                                                                | 11,00                                                            | 6                                                                | 5,83                                                             | 3                                                                | 3,48                                                             | 2                                                                |                                                                  |
|                                                                  | Forum voor Democratie                                            | -                                                                | -                                                                | -                                                                | -                                                                | -                                                                | -                                                                | 13,43                                                            | 8                                                                | 2,55                                                             | 1                                                                |                                                                  |
|                                                                  | 50PLUS                                                           | -                                                                | -                                                                | 1,99                                                             | 1                                                                | 2,87                                                             | 1                                                                | 3,81                                                             | 2                                                                | 1,94                                                             | 1                                                                |                                                                  |
|                                                                  | overige partijen                                                 | 2,29                                                             | 0                                                                | 0,48                                                             | 0                                                                | 2,81                                                             | 0                                                                | 2,50                                                             | 0                                                                | 2,70                                                             | 0                                                                |                                                                  |
| totaal                                                           | totaal                                                           | 100                                                              | 53                                                               | 100                                                              | 55                                                               | 100                                                              | 55                                                               | 100                                                              | 55                                                               | 100                                                              | 55                                                               |                                                                  |
| opkomstpercentage                                                | opkomstpercentage                                                | 48,92                                                            |                                                                  | 58,57                                                            |                                                                  | 49,91                                                            |                                                                  | 58,55                                                            |                                                                  | 64,36                                                            |                                                                  |                                                                  |

## Gedeputeerde Staten
Op woensdag 19 maart 2025 is Daniël Wigboldus welkom geheten als nieuwe commissaris van de Koning. 
Provinciesecretaris is Johan Osinga.

### 2007-2011
Het College van Gedeputeerde Staten berustte op een coalitie van PvdA, CDA en ChristenUnie en bestond uit de volgende gedeputeerden:
- J.J.W. (Hans) Esmeijer - CDA
- M.H.H. (Marijke) van Haaren - CDA
- H.W.C.G. (Harry) Keereweer - PvdA
- A.E.H. (Annelies) van der Kolk - ChristenUnie
- Th.H.C. (Theo) Peters - CDA

### 2011-2015
Het college van Gedeputeerde Staten berustte op een coalitie van VVD, PvdA, CDA en D66 en bestond uit de volgende gedeputeerden:
- Conny Bieze - VVD
- Jan Jacob van Dijk - CDA
- Jan Markink - VVD
- Josan Meijers - PvdA, sedert 7 november 2012, opvolgster van Co Verdaas die staatssecretaris in het kabinet-Rutte II was geworden.
- Annemieke Traag - D66

### 2015-2019
De coalitiepartijen behielden bij de verkiezingen hun meerderheid in Provinciale Staten. Gedeputeerden waren:
- Conny Bieze - VVD
- Peter Drenth - CDA, sedert 30 mei 2018, opvolger van Jan Jacob van Dijk
- Jan Markink - VVD
- Josan Meijers - PvdA
- Michiel Scheffer - D66
- Bea Schouten - CDA

### 2019-2023
Het College van Gedeputeerde Staten berustte op een coalitie van PvdA, CDA, VVD, GroenLinks en ChristenUnie en bestond uit de volgende gedeputeerden:
- Peter Drenth - CDA
- Peter van 't Hoog - ChristenUnie
- Peter Kerris - PvdA
- Jan Markink- VVD
- Jan van der Meer - GroenLinks
- Christianne van der Wal - VVD (tot 10 januari 2022)[3]
- Helga Witjes - VVD (vanaf 2 februari 2022)[4]

### 2023-2027
Het College van Gedeputeerde Staten bestaat uit een coalitie van BBB, VVD, CDA, ChristenUnie en SGP en bestaat uit de volgende gedeputeerden:
- Harold Zoet - BBB
- Ans Mol - BBB
- Helga Witjes - VVD
- Peter Drenth - CDA
- Dirk Vreugdenhil - ChristenUnie
- Klaas Ruitenberg - SGP

## Landelijke verkiezingen in de provincie Gelderland
| Uitslagen van de verkiezingen vanaf 2006 (in percentages) | Uitslagen van de verkiezingen vanaf 2006 (in percentages) | Uitslagen van de verkiezingen vanaf 2006 (in percentages) | Uitslagen van de verkiezingen vanaf 2006 (in percentages) | Uitslagen van de verkiezingen vanaf 2006 (in percentages) | Uitslagen van de verkiezingen vanaf 2006 (in percentages) | Uitslagen van de verkiezingen vanaf 2006 (in percentages) | Uitslagen van de verkiezingen vanaf 2006 (in percentages) | Uitslagen van de verkiezingen vanaf 2006 (in percentages) | Uitslagen van de verkiezingen vanaf 2006 (in percentages) | Uitslagen van de verkiezingen vanaf 2006 (in percentages) |
| Partij                                                    | TK2006                                                    | EP2009                                                    | TK2010                                                    | TK2012                                                    | EP2014                                                    | TK2017                                                    | EP2019                                                    | TK2021                                                    | TK2023                                                    | EP2024                                                    |
| --------------------------------------------------------- | --------------------------------------------------------- | --------------------------------------------------------- | --------------------------------------------------------- | --------------------------------------------------------- | --------------------------------------------------------- | --------------------------------------------------------- | --------------------------------------------------------- | --------------------------------------------------------- | --------------------------------------------------------- | --------------------------------------------------------- |
| PvdA                                                      | 20,27                                                     | 11,70                                                     | 18,73                                                     | 24,29                                                     | 9,02                                                      | 5,43                                                      | 18,29                                                     | 5,41                                                      | 15,35                                                     | 20,51                                                     |
| GL                                                        | 4,35                                                      | 8,97                                                      | 6,61                                                      | 2,41                                                      | 7,24                                                      | 8,80                                                      | 10,94                                                     | 5,25                                                      | 15,35                                                     | 20,51                                                     |
| PVV                                                       | 4,36                                                      | 14,37                                                     | 13,53                                                     | 8,55                                                      | 11,16                                                     | 11,73                                                     | 2,93                                                      | 10,06                                                     | 22,26                                                     | 15,76                                                     |
| VVD                                                       | 13,48                                                     | 10,52                                                     | 19,44                                                     | 28,67                                                     | 11,48                                                     | 20,91                                                     | 13,69                                                     | 22,05                                                     | 14,29                                                     | 10,27                                                     |
| CDA                                                       | 29,31                                                     | 21,78                                                     | 15,66                                                     | 9,59                                                      | 16,45                                                     | 13,90                                                     | 13,60                                                     | 10,38                                                     | 3,63                                                      | 9,90                                                      |
| D66                                                       | 1,81                                                      | 10,55                                                     | 6,59                                                      | 7,64                                                      | 14,31                                                     | 11,94                                                     | 6,54                                                      | 14,33                                                     | 5,91                                                      | 7,40                                                      |
| SGP                                                       | 3,01                                                      | 10,51                                                     | 3,40                                                      | 4,00                                                      | 11,95                                                     | 4,05                                                      | 10,84                                                     | 4,06                                                      | 4,16                                                      | 6,86                                                      |
| BBB                                                       | -                                                         | -                                                         | -                                                         | -                                                         | -                                                         | -                                                         | -                                                         | 1,53                                                      | 6,19                                                      | 6,75                                                      |
| Volt                                                      | -                                                         | -                                                         | -                                                         | -                                                         | -                                                         | -                                                         | 1,64                                                      | 2,11                                                      | 1,53                                                      | 4,55                                                      |
| PvdD                                                      | 1,57                                                      | 2,93                                                      | 1,14                                                      | 1,70                                                      | 3,78                                                      | 2,88                                                      | 3,76                                                      | 3,64                                                      | 2,17                                                      | 3,97                                                      |
| CU                                                        | 4,85                                                      | [ 6 ]                                                     | 4,23                                                      | 4,10                                                      | [ 6 ]                                                     | 4,47                                                      | [ 6 ]                                                     | 4,61                                                      | 2,81                                                      | 3,80                                                      |
| NSC                                                       | -                                                         | -                                                         | -                                                         | -                                                         | -                                                         | -                                                         | -                                                         | -                                                         | 13,27                                                     | 3,78                                                      |
| FVD                                                       | -                                                         | -                                                         | -                                                         | -                                                         | -                                                         | 1,46                                                      | 10,00                                                     | 4,49                                                      | 1,98                                                      | 2,20                                                      |
| SP                                                        | 16,12                                                     | 6,96                                                      | 9,68                                                      | 9,65                                                      | 9,27                                                      | 9,08                                                      | 3,15                                                      | 5,70                                                      | 2,90                                                      | 1,98                                                      |
| 50Plus                                                    | -                                                         | -                                                         | -                                                         | 1,61                                                      | 3,24                                                      | 2,79                                                      | 3,38                                                      | 0,91                                                      | 0,41                                                      | 0,73                                                      |
| JA21                                                      | -                                                         | -                                                         | -                                                         | -                                                         | -                                                         | -                                                         | -                                                         | 2,14                                                      | 0,61                                                      | 0,56                                                      |
| DENK                                                      | -                                                         | -                                                         | -                                                         | -                                                         | -                                                         | 1,37                                                      | 0,79                                                      | 1,29                                                      | 1,46                                                      | -                                                         |
| BIJ1                                                      | -                                                         | -                                                         | -                                                         | -                                                         | -                                                         | -                                                         | -                                                         | 0,42                                                      | 0,25                                                      | -                                                         |
| overig                                                    | 0,85                                                      | 1,73                                                      | 1,00                                                      | 0,80                                                      | 2,08                                                      | 1,18                                                      | 0,44                                                      | 1,62                                                      | 0,81                                                      | 0,98                                                      |
| Opkomst                                                   | 82,26                                                     | 37,83                                                     | 77,24                                                     | 76,96                                                     | 39,18                                                     | 83,27                                                     | 43,69                                                     | 80,96                                                     | 77,75                                                     | 50,15                                                     |